# Daniele Luttazzi
Daniele Fabbri, connu sous le nom de scène de Daniele Luttazzi (né le 26 janvier 1961 à Santarcangelo di Romagna) est un comédien, écrivain, satiriste, illustrateur et chanteur-chansonnier italien.

## Biographie
Son nom de scène est un hommage au musicien et acteur Lelio Luttazzi. Ses sujets favoris sont la politique, la religion, le sexe et la mort.

## Œuvres